# Bazougers
Bazougers és un municipi francès situat al departament de Mayenne i a la regió de País del Loira. L'any 2007 tenia 981 habitants.

## Demografia

### Població
El 2007 la població de fet de Bazougers era de 981 persones. Hi havia 376 famílies de les quals 88 eren unipersonals (40 homes vivint sols i 48 dones vivint soles), 128 parelles sense fills, 144 parelles amb fills i 16 famílies monoparentals amb fills.
La població ha evolucionat segons el següent gràfic:
Habitants censats

### Habitatges
El 2007 hi havia 413 habitatges, 375 eren l'habitatge principal de la família, 15 eren segones residències i 23 estaven desocupats. 402 eren cases i 10 eren apartaments. Dels 375 habitatges principals, 271 estaven ocupats pels seus propietaris, 102 estaven llogats i ocupats pels llogaters i 2 estaven cedits a títol gratuït; 17 tenien dues cambres, 60 en tenien tres, 102 en tenien quatre i 196 en tenien cinc o més. 287 habitatges disposaven pel capbaix d'una plaça de pàrquing. A 163 habitatges hi havia un automòbil i a 196 n'hi havia dos o més.

### Piràmide de població
La piràmide de població per edats i sexe el 2009 era:
| Homes | Edats   | Dones |
| ----- | ------- | ----- |
| 0     | 95 o +  | 0     |
| 0     | 90 a 94 | 0     |
| 4     | 85 a 89 | 4     |
| 0     | 80 a 84 | 0     |
| 20    | 75 a 79 | 16    |
| 12    | 70 a 74 | 24    |
| 24    | 65 a 69 | 20    |
| 20    | 60 a 64 | 12    |
| 32    | 55 a 59 | 24    |
| 20    | 50 a 54 | 16    |
| 44    | 45 a 49 | 36    |
| 36    | 40 a 44 | 36    |
| 36    | 35 a 39 | 48    |
| 28    | 30 a 34 | 28    |
| 40    | 25 a 29 | 24    |
| 24    | 20 a 24 | 36    |
| 40    | 15 a 19 | 52    |
| 32    | 10 a 14 | 28    |
| 32    | 5 a 9   | 16    |
| 36    | 0 a 4   | 28    |

## Economia
El 2007 la població en edat de treballar era de 617 persones, 498 eren actives i 119 eren inactives. De les 498 persones actives 472 estaven ocupades (256 homes i 216 dones) i 26 estaven aturades (8 homes i 18 dones). De les 119 persones inactives 39 estaven jubilades, 38 estaven estudiant i 42 estaven classificades com a «altres inactius».

### Ingressos
El 2009 a Bazougers hi havia 397 unitats fiscals que integraven 1.064,5 persones, la mediana anual d'ingressos fiscals per persona era de 15.815 €.

### Activitats econòmiques
Dels 28 establiments que hi havia el 2007, 2 eren d'empreses alimentàries, 1 d'una empresa de fabricació de material elèctric, 5 d'empreses de fabricació d'altres productes industrials, 4 d'empreses de construcció, 4 d'empreses de comerç i reparació d'automòbils, 1 d'una empresa de transport, 3 d'empreses d'hostatgeria i restauració, 2 d'empreses financeres, 1 d'una empresa immobiliària, 1 d'una empresa de serveis, 1 d'una entitat de l'administració pública i 3 d'empreses classificades com a «altres activitats de serveis».
Dels 7 establiments de servei als particulars que hi havia el 2009, 3 eren tallers de reparació d'automòbils i de material agrícola, 1 fusteria, 1 lampisteria, 1 perruqueria i 1 restaurant.
Dels 2 establiments comercials que hi havia el 2009, 1 era una botiga de menys de 120 m² i 1 una fleca.
L'any 2000 a Bazougers hi havia 71 explotacions agrícoles que ocupaven un total de 3.034 hectàrees.

## Equipaments sanitaris i escolars
El 2009 hi havia 2 escoles elementals.

## Poblacions més properes
El següent diagrama mostra les poblacions més properes.